# Neopanorpa claripennis
Neopanorpa claripennis är en näbbsländeart som beskrevs av Carpenter 1938. Neopanorpa claripennis ingår i släktet Neopanorpa och familjen skorpionsländor. Inga underarter finns listade i Catalogue of Life.